# As cruces de pedra na Galiza
As cruces de pedra na Galiza (en español: Las cruces de piedra en Galicia) es el título de un detallado estudio hecho por Castelao en el que se describe la historia, significado y tipología de los cruceros gallegos, así como de otras cruces de piedra.
El libro fue publicado póstumamente por la Editorial Nós, en la imprenta López, de Buenos Aires, en enero de 1950. La editorial madrileña Akal publicó una edición facsímile en 1975 y, posteriormente, Galaxia otra en 1984.

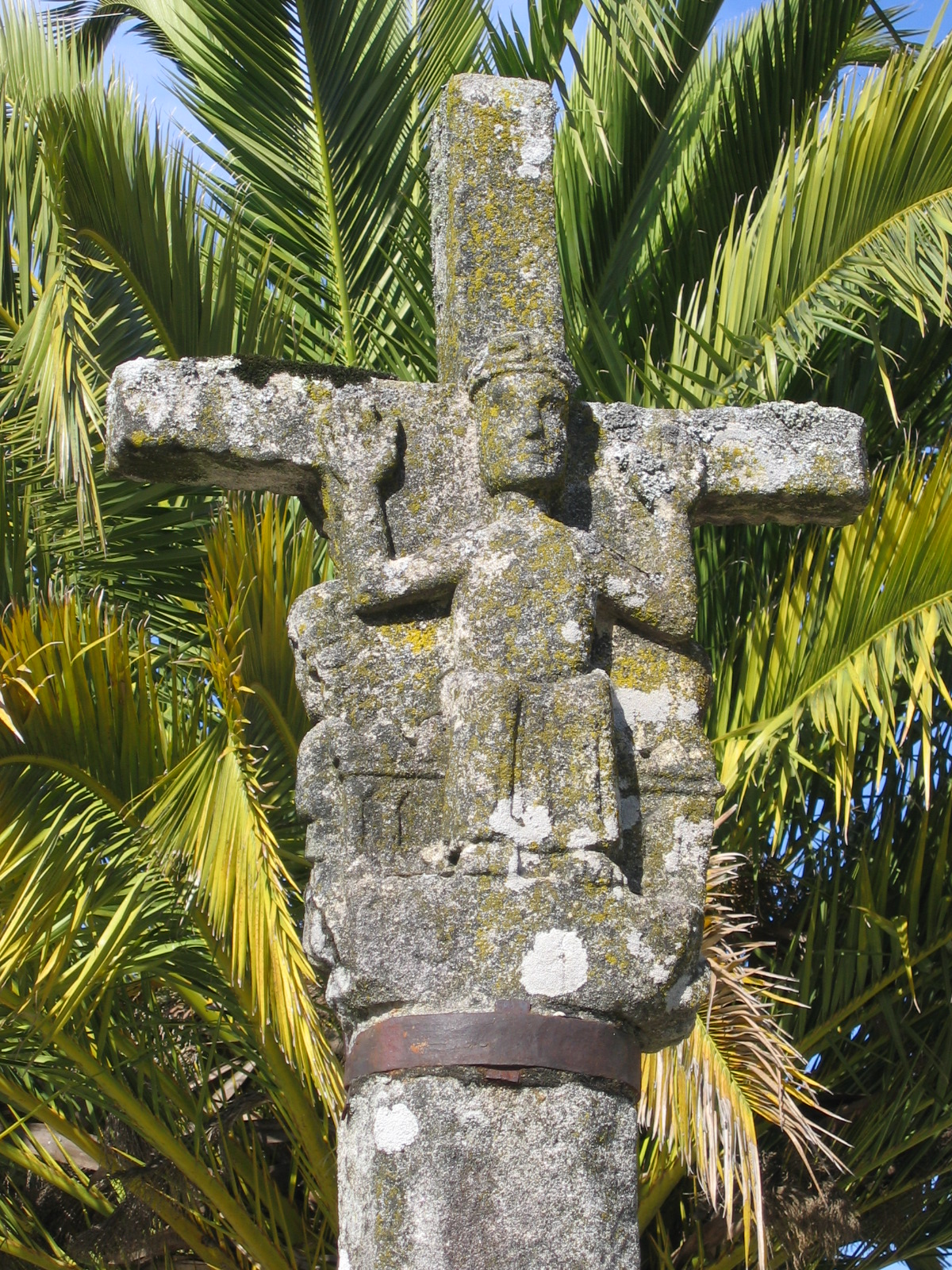
Crucero de S. Roque de Melide, considerado el más antiguo de Galicia.

El Museo de Pontevedra organizó en el año 2000 una exposición conmemorativa de As cruces de pedra na Galiza, en la que presentaba los manuscritos, llenos de las correcciones que el autor fue introduciendo a lo largo de los años, y las ilustraciones originales. Carlos Valle, luego director del Museo, explicaba que aunque algunas de las tesis de Castelao sobre el origen y la expansión de los cruceros hayan sido superadas por los conocimientos actuales, el libro supuso un aldabonazo para los intelectuales gallegos.

## Origen del libro
Castelao comenzó a recoger información sobre los cruceros gallegos a raíz de su ingreso en el Seminario de Estudos Galegos en 1924, en el que se le encomendó la "Sección de Arte e Letras". En la introducción, el propio Castelao escribe que:

Entón, enfiei os ollos e o pensamento cara un aspecto da arte popular aínda non encetado por ninguén: os cruceiros galegos. Descubrín nos cruceiros un aspecto da nosa arte popular aínda non estimado como cousa importante. E velaí o que máis me importou.

De su interés por esta manifestación popular da idea el hecho de que su discurso de ingreso en la Real Academia Gallega, leído el 25 de julio de 1934, versó sobre lo mismo tema y lo presentó bajo el mismo título. La Real Academia publicó el discurso, sin los dibujos que lo acompañaban, en 1964. Igualmente, en 1940, Castelao publicó un artículo con el título de "Los cruceros" en la revista Galicia (Buenos Aires). Tampoco podemos olvidar la abundante presencia de los cruceros en su obra pictórica, tanto en los cuadros como en las Cosas de la vida.

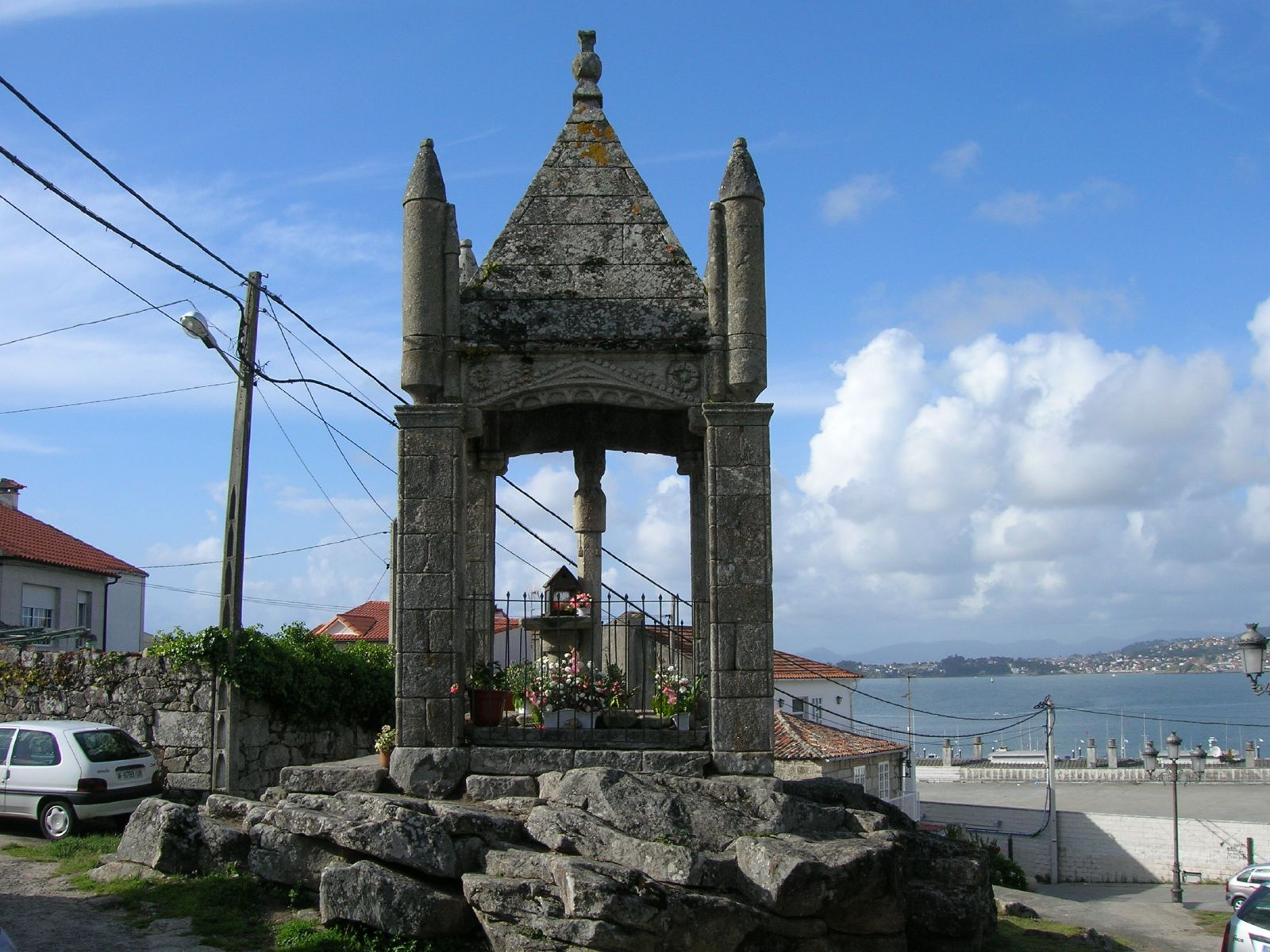
Crucero de la Santísima Trinidad de Bayona.

La recogida de información se prolongó, fundamentalmente, desde 1924 a 1936, si bien trabajó en la redacción y correcciones hasta el último momento. Toda vez que de aquella Castelao vivía en Pontevedra no cabe extrañarse del predominio de los cruceros de esta ciudad y las localidades más próximas (Poyo, Salcedo, Mourente, Marcón, Marín, Sangenjo) y de los de Rianjo, Noya y alrededores, por razones de origen.
Como preparación para la redacción del libro, Castelao realizó un viaje con su esposa a Bretaña (Francia) durante la primavera-verano de 1929, con la finalidad de estudiar los cruceros bretones. Este estudio previo fue publicado por el Seminario de Estudos Galegos en mayo de 1930, bajo el título de As cruces de pedra na Bretaña. La razón no era otra que la convicción de Castelao de la íntima relación entre los cruceros del mundo celta (Galicia, Bretaña, Escocia e Irlanda) como consecuencia de la afinidad cultural entre estas regiones:

"Dende fai bastantes anos veño recollendo materiales para un próisimo libro en col dos cruceiros galegos, cavilando sempre nun lonxano estudo comparativo das cruces de pedra dos Fisterres, que virá cando se coñezan ben por separado. Non se podería falar dos nosos cruceiros sen ter ter visitado primeiramente a Bretaña, e alá fun".

Los colaboradores más íntimos de Castelao en los últimos meses de su vida, Rodolfo Prada, Xosé Núñez Búa y Luís Seoane, organizaron la edición del libro cuando su salud estaba muy desmejorada. De hecho, Castelao solo llegó a ver las primeras pruebas de su libro. A modo de epílogo, el libro incluye un breve texto firmado el 20 de julio de 1946:

Poño fin a este libro nun intre azaroso da miña vida, nas vísporas de sair para Franza, a onde me leva un deber indecrinabel.

Ya en 1936, el texto debía de estar muy avanzado, a juzgar por el acuerdo tomado por el Seminario de Estudos Galegos de cara a su publicación:

...editar el formidable estudio realizado por Castelao en torno a los cruceiros de Galicia. El Seminario no regateará sacrificio a fin de que la presentación corresponda, en lo posible, al valor del trabajo. (Filgueira Valverde)

Esta reunión fue la última que celebró el Seminario. El Gobierno franquista disolvió el organismo en 1936.

## Estructura

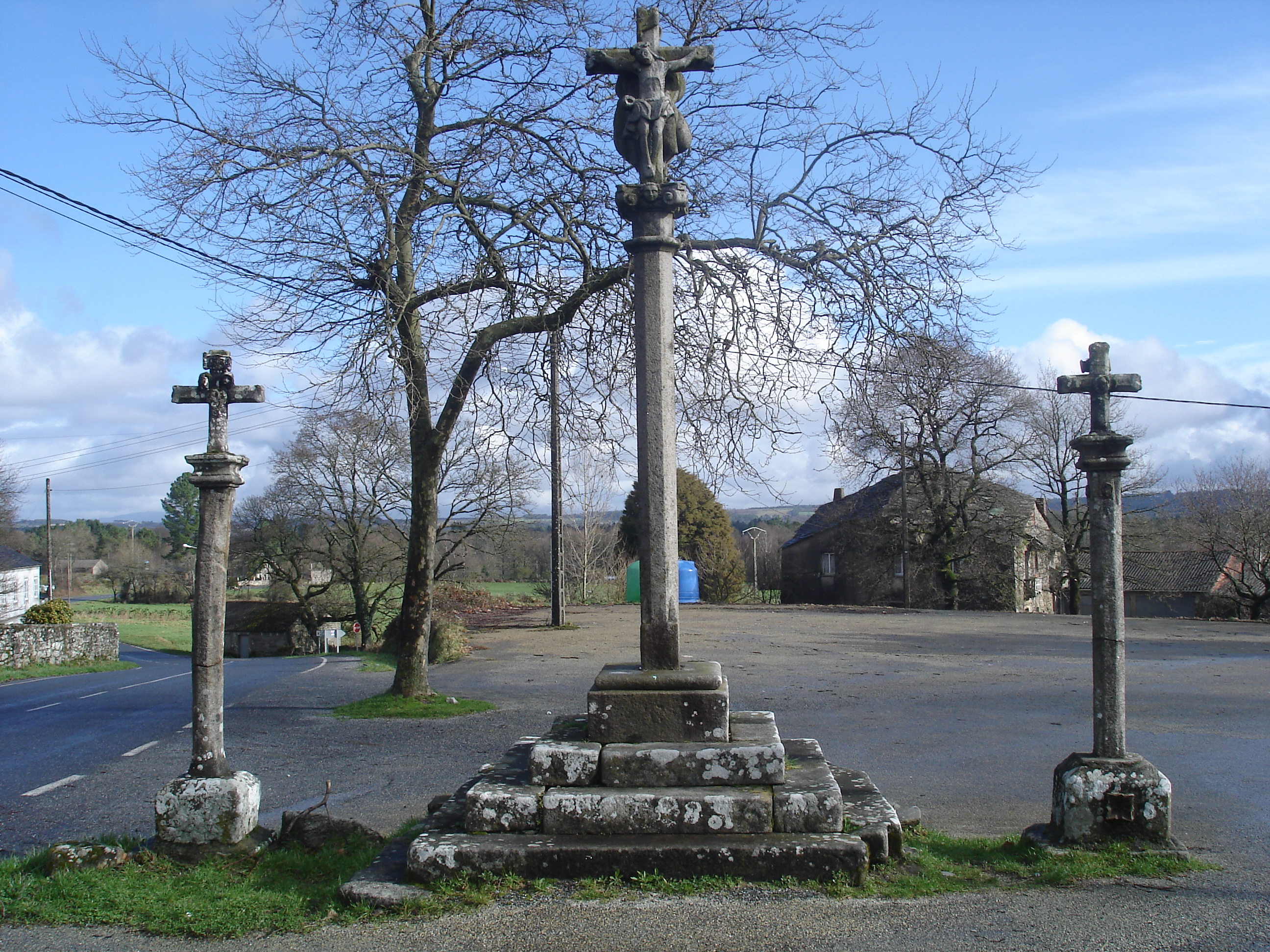
Calvario de los Vilares (Guitiriz).

El libro no solo recoge y describe los cruceros gallegos, propiamente dichos, incluyendo dentro de estos los llamados Peto de ánimas, los cruceros de capillas y los calvarios, sino que también contempla las cruces precristianas y las cristianizaciones de piedras consideradas mágicas, de menhires, de caminos y encrucijadas o de miliarios romanos. También menciona y dibuja las cruces de piedra que surgen sobre las puertas de las casas de labradores y de los hórreos del maíz.
El libro está profusamente ilustrado con 73 figuras insertadas en el texto, más 73 láminas y 12 fotografías. Incluye también, en inglés, una breve biografía de Castelao, escrita por Eduardo Blanco Amor y traducida por G. Hennessy, así como un amplio resumen, también en inglés.

### Otros artículos
- Las cruces de una piedra en la Bretaña
- Cruz monumental

- Datos: Q12383848